# 사잉자르갈링 냠오치르
사잉자르갈링 냠오치르(몽골어: Сайнжаргалын Ням-Очир, 1986년 7월 6일~)은 몽골의 유도 선수이다. 2012년 하계 올림픽 남자 라이트급에서 동메달을 획득했다.